# Peleteria sphyricera
Peleteria sphyricera är en tvåvingeart som först beskrevs av Macquart 1835.  Peleteria sphyricera ingår i släktet Peleteria och familjen parasitflugor. Inga underarter finns listade i Catalogue of Life.